# Jean-Marc Tisserant
Pour les articles homonymes, voir Tisserant.
Jean-Marc Tisserant est un écrivain français né le 3 octobre 1942 à Sallanches et mort à Paris le 1er avril 2006.

## Œuvres
- L'Humus l'hymen, ill. de Gérard Titus-Carmel, Montpellier, France, Éditions Fata Morgana, 1973, 114 p. (BNF 34704462)
- Gérard Titus-Carmel ou Le procès du modèle, Paris, France, Éditions SMI, coll. « opsis », 1974, 115 p. (BNF 34724255)
- La Nuit du peyotl, Paris, Éditions de La Différence, coll. « La fêlure », 1980, 137 p.  (ISBN 2-7291-0072-5) - rééd. 2005
- La Constellation du chien, Paris, Éditions de La Différence, coll. « Littérature », 1984, 115 p.  (ISBN 2-7291-0157-8)
- Le Charme d’Eden : mélanges mystiques, Paris, Éditions de La Différence, coll. « Littérature », 1986, 190 p.  (ISBN 2-7291-0224-8)
- Le Rêve d’Odilon, Paris, Éditions de La Différence, coll. « Littérature », 1987, 185 p.  (ISBN 2-7291-0254-X)
- Le Dernier Ego à Paris, Paris, Éditions de La Différence, coll. « Littérature », 1989, 205 p.  (ISBN 2-7291-0407-0)
- Trois fantômes, Paris, Éditions de La Différence, coll. « Littérature », 1990, 104 p.  (ISBN 2-7291-0503-4)
- Terrenoire, Paris, Éditions de La Différence, coll. « Littérature », 1994, 217 p.  (ISBN 2-7291-0982-X)[3]
- La Guirlande de Kâlî, Paris, Éditions Trédaniel, 1998,  282 p.  (ISBN 2-85707-975-3)
- Les Fils de la veuve, Paris, Éditions de La Différence, coll. « Littérature », , 287 p.  (ISBN 2-7291-1569-2)